# Acățari
Acățari (węg. Ákosfalva) – wieś w Rumunii, w okręgu Marusza, w gminie Acățari. W 2011 roku liczyła 1185 mieszkańców.